# Fentonia pictus
Fentonia pictus är en fjärilsart som beskrevs av Sergius G. Kiriakoff 1963. Fentonia pictus ingår i släktet Fentonia och familjen tandspinnare. Inga underarter finns listade i Catalogue of Life.